# صبحاء بالولامين الجنوبي (وادي الدواسر)
مركز صبحاء بالولامين الجنوبي هو مركزٌ إداري تابعٌ لمحافظة وادي الدواسر في منطقة الرياض ، ويصنف من فئة (ب) ورمزه 1264.